# Tallista

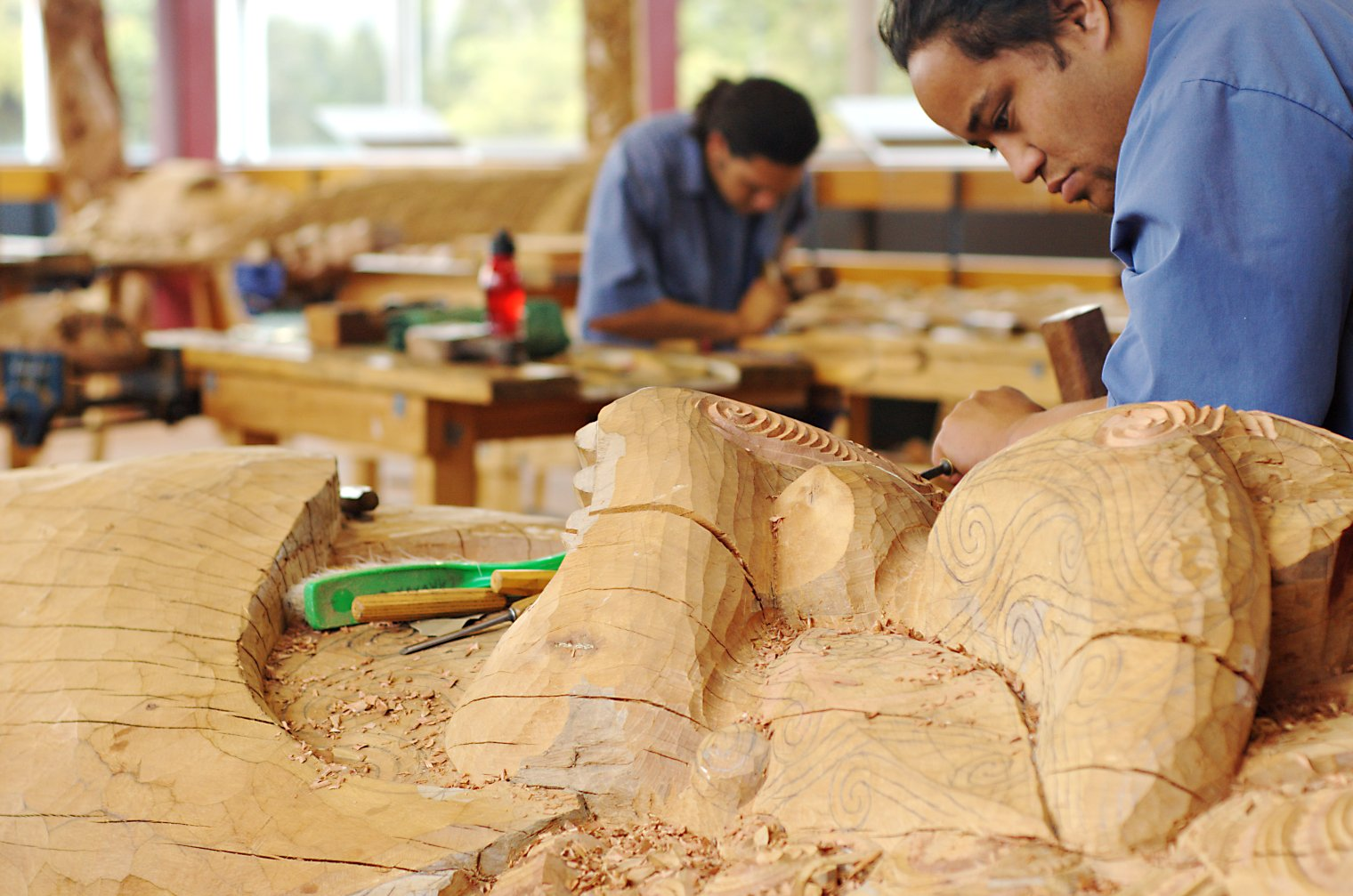
Tallistas maoríes

Se llama tallista, tallador o abridor al que hace obras de talladura, ya sea en cobre, piedra o mármol, pero sobre todo en madera.
Los tallistas usan de los materiales que son capaces de recibir las impresiones de la multitud de especies de sus buriles, formones, gubias y cinceles, que son los instrumentos que frecuentemente usan. 
En las obras que tallan producen cosas tales como: flores, estatuas, plantas, hojas, cartones, arrugones y toda forma de objetos, sin que haya alguno en toda la naturaleza que no se sujete a su arte y habilidad.